# Субботин, Михаил Яковлевич
Михаил Яковлевич Субботин (3 января 1914, Москва — 31 марта 1981, Новосибирск) — советский учёный-гистолог, доктор медицинских наук, почётный профессор Новосибирского медицинского университета, основатель новосибирской школы гистологов и эмбриологов.

## Биография
Родился 3 января 1914 года в Москве.
Окончил с отличием 3-й Московский медицинский институт (ныне это Рязанский государственный медицинский университет имени академика И. П. Павлова). В годы войны служил начальником военно-санитарного поезда. Состоял доцентом кафедры гистологии 1-го Московского медицинского института.
В 1945—1946 годах был старшим лаборантом в специальной лаборатории Управления Комендатуры Московского Кремля МГБ СССР; с 1946 по 1953 год — ассистентом кафедры гистологии 1-Московского медицинского института.
В 1947 году стал кандидатом наук (диссертация — «Всасывание взвесей при экспериментально вызванном воспалении брюшины»). В 1955 году получил докторскую степень (диссертация — «Материалы к функциональной морфологии гемохориальных плацент»).
В 1951—1952 годах занимал должность старшего научным редактора Большой советской энциклопедии.
С сентября 1954 года в Новосибирском медицинском университете: заведующий кафедрой, заместитель декана, заместитель директора по научной работе.
С 1970 года заместитель директора первого в СФ АМН СССР Института — клинической и экспериментальной медицины (ИКЭМ). Подготовил 78 кандидатов и докторов наук. Награждён медалями «За отвагу», «За оборону Сталинграда» и др.
С 1954 по 1973 год заведовал кафедрой гистологии, с 1958 по 1970 — проректор по научной работе.
Основатель сибирской школы гистологов и эмбриологов. Один из организаторов СФ (СО) АМН СССР. Участник в группе академика Б. И. Збарского в процедурах по сохранению тела Ленина, бальзамировал Г. Димитрова.
Организатор 1-й Всероссийской конференции по адаптации системы «мать — плацента — плод» (1976). Основатель регионального отделения ВНОАГЭ (Новосибирск).
Автор более 100 научных работ. Среди соавторов — Казначеев В. П., Кузнецов П. Г..
Умер 31 марта 1981 года в Новосибирске. Похоронен на Заельцовском кладбище Новосибирска (квартал 56).

## Научная деятельность
Предложил такое направление как гистофизиология внезародышевых органов; дал обоснование теории двух типов плацентарной трофики; значительно расширил знания по гистохимии соединительной ткани внезародышевых органов у животных и человека.

## Сочинения
- Этюды к теории общей патологии (1971)[1];
- Плацента человека (1971)[1];
- Основы гистологии и гистологической техники / В. Г. Елисеев, М. Я. Субботин, Ю. И. Афанасьев, Е. Ф. Котовский. — М. : «Медицина», 1972. — 268 с.

## Награды
Медали «За оборону Сталинграда», «За отвагу», «За науку и искусство Болгарии» и т. д.